# Grup Sardanista Xaloc
El Grup Sardanista Xaloc és una agrupació de Barcelona, dedicada al sardanisme de competició, fundada l'any 1971. La Colla sardanista Xaloc ha estat una de les colles més prestigioses de Catalunya.
La història del grup comença amb la seva fundació l'any 1971 sota el nom de Ciutat Comtal, la qual amb pocs anys ja va destacar pel seu estil innovador. Donada la gran quantitat de dansaires, el 1975 es va fundar la Xaloc com a filial de la primera. El 1976 la Ciutat Comtal ja va quedar subcampiona de Catalunya, moment en el qual es va fundar la tercera colla, la Mare Nostrum, actual primera colla del grup. Coneguda amb el nom de La Mare va guanyar el Campionat de Catalunya en «Lluïment» revalidant el premi posteriorment. Des de fa anys també ha funcionat amb una quarta colla, l'Enxaneta.
El grup ha participat en esdeveniments esportius com els Jocs Olímpics i Jocs Special Olimpics, especialment a Barcelona '92 i també en actuacions radiofòniques i televisives en directe als 10ns premis radiofònics RAC (Ràdio Associació de Catalunya), a Els matins de TV3 des de Plaça Catalunya durant la Diada de Sant Jordi 2010, o a TV3 durant l'Acte institucional de la Diada Nacional de Catalunya 2010 al Parc de la Ciutadella i al 2015 a la Plaça Sant Jaume de Barcelona.